# Marivaara
Marivaara är en kulle i Finland.   Den ligger i den ekonomiska regionen  Rovaniemi ekonomiska region  och landskapet Lappland, i den norra delen av landet, 800 km norr om huvudstaden Helsingfors. Toppen på Marivaara är 191 meter över havet.
Terrängen runt Marivaara är platt. Runt Marivaara är det mycket glesbefolkat, med 2 invånare per kvadratkilometer.